# Châtillon-sur-Indre
Châtillon-sur-Indre település Franciaországban, Indre megyében. Lakosainak száma 2296 fő (2022. január 1.). Châtillon-sur-Indre Cléré-du-Bois, Clion, Fléré-la-Rivière, Murs, Saint-Cyran-du-Jambot, Saint-Médard, Le Tranger, Loché-sur-Indrois és Villedômain községekkel határos.

## Népesség
A település népességének változása:
| Lakosok száma | 3658 | 3526 | 3262 | 2869 | 2706 | 2681 | 2567 | 2360 | 2326 | 2296 |
|               | 1968 | 1982 | 1990 | 2006 | 2013 | 2015 | 2017 | 2019 | 2020 | 2022 |